# San Prosdocimo (Donatello)
San Prosdocimo di Donatello è una delle statue bronzee a tutto tondo che decorano l'altare di Sant'Antonio da Padova nella basilica del Santo a Padova. Misura 163 cm di altezza e risale al 1446-1453. 

## Storia
L'opera fa parte delle sette statue a tutto tondo che decorano l'altare, che venne realizzato durante il soggiorno padovano del grande scultore fiorentino. 
La statua venne fusa con la tecnica della cera persa tra la seconda metà del 1446 e la partenza dell'artista da Padova, nel 1453. Le opere vennero ritoccate per molto tempo, ben oltre la partenza di Donatello: se ne ha notizia fino al 1477.
Poiché la struttura architettonica originale andò distrutta sul finire del XVI secolo, la versione che oggi si vede è una ricostruzione controversa dell'architetto Camillo Boito del 1895.
I santi disposti attorno al suo trono della Madonna col Bambino formavano così una sorta di Sacra conversazione scultorea, nel prezioso materiale del bronzo. 

## Descrizione
San Prosdocimo, primo vescovo di Padova, è ritratto in piedi, e fa pendant con l'altro vescovo, San Ludovico. Di solito vengono collocate come le due figure più lontane dal al centro, che chiudono con i due bastoni pastorali la serie.
Il vescovo è ritratto come un barbuto e con un ampio mantello, mentre in mano tiene un libro e il tipico attributo dell'anfora, con la quale battezzò santa Giustina. Le sopracciglia aggrottate gli conferiscono un'espressione torva, che guarda verso il basso girandosi leggermente verso destra, per cui si presuppone che fosse originariamente collocato a destra del centro. Tracce di doratura decorano il mantello e la mitria. La veste ha pieghe di traiettoria prevalentemente verticale, mentre il mantello avvolto attorno al corpo si sovrappone con linee di diversa inclinazione.